# Al Thornton
Al Thornton (* 7. Dezember 1983 in Perry, Georgia) ist ein US-amerikanischer Basketballspieler.
Nach vier Collegejahren mit überzeugenden sportlichen Leistungen wurde Al Thornton beim NBA Draft 2007 von den Los Angeles Clippers an 14. Stelle ausgewählt. Durch Verletzungen von Teamkollegen bekam er insbesondere in der zweiten Hälfte seines ersten Jahres bei den Clippers relativ viel Spielzeit. Seine guten Leistungen wurden am Ende der Saison mit einer Wahl ins NBA All-Rookie First Team gewürdigt. In seinem zweiten Jahr konnte er seine Statistiken weiter verbessern. Er stand 67 Mal in der Startaufstellung und kam auf 16,8 Punkte bei 5,2 Rebounds pro Spiel. Den guten individuellen Werten standen dabei insgesamt enttäuschende Teamleistungen entgegen. Mit 23 bzw. 19 Siegen waren die Clippers in Thorntons ersten Jahren eines der schwächsten Teams der Liga.
Im Rahmen eines Transfers unter Beteiligung der Cleveland Cavaliers wechselte er im Februar 2010 zu den Washington Wizards. Nach einem Jahr wurde er am 1. März 2011 entlassen und zwei Tage später von den Golden State Warriors verpflichtet. Dort konnte er sich nicht durchsetzen und bekam nur relativ wenig Einsatzzeit. Für die Saison 2011/12 bekam er keinen Vertrag in der NBA.